# Martinsville (Ohio)
Martinsville ist ein Village im Clark Township, Clinton County, Ohio, Vereinigte Staaten. Der 1816 gegründete Ort hat etwa 450 Einwohner. Der Ort liegt an der State Route 28; diese führt neun Kilometer westlich nach Midland und zehn Kilometer östlich zum Nachbardorf New Vienna. Die nächstgrößeren Städte sind in 14 Kilometern Entfernung Wilmington im Norden und in 23 km Abstand Hillsboro im Südosten.

## Einwohnerentwicklung
Einwohnerentwicklung seit der Gründung bis heute.

## Persönlichkeiten
- Reynold Janney (1858–1938), amerikanischer Erfinder

## Bildersammlung

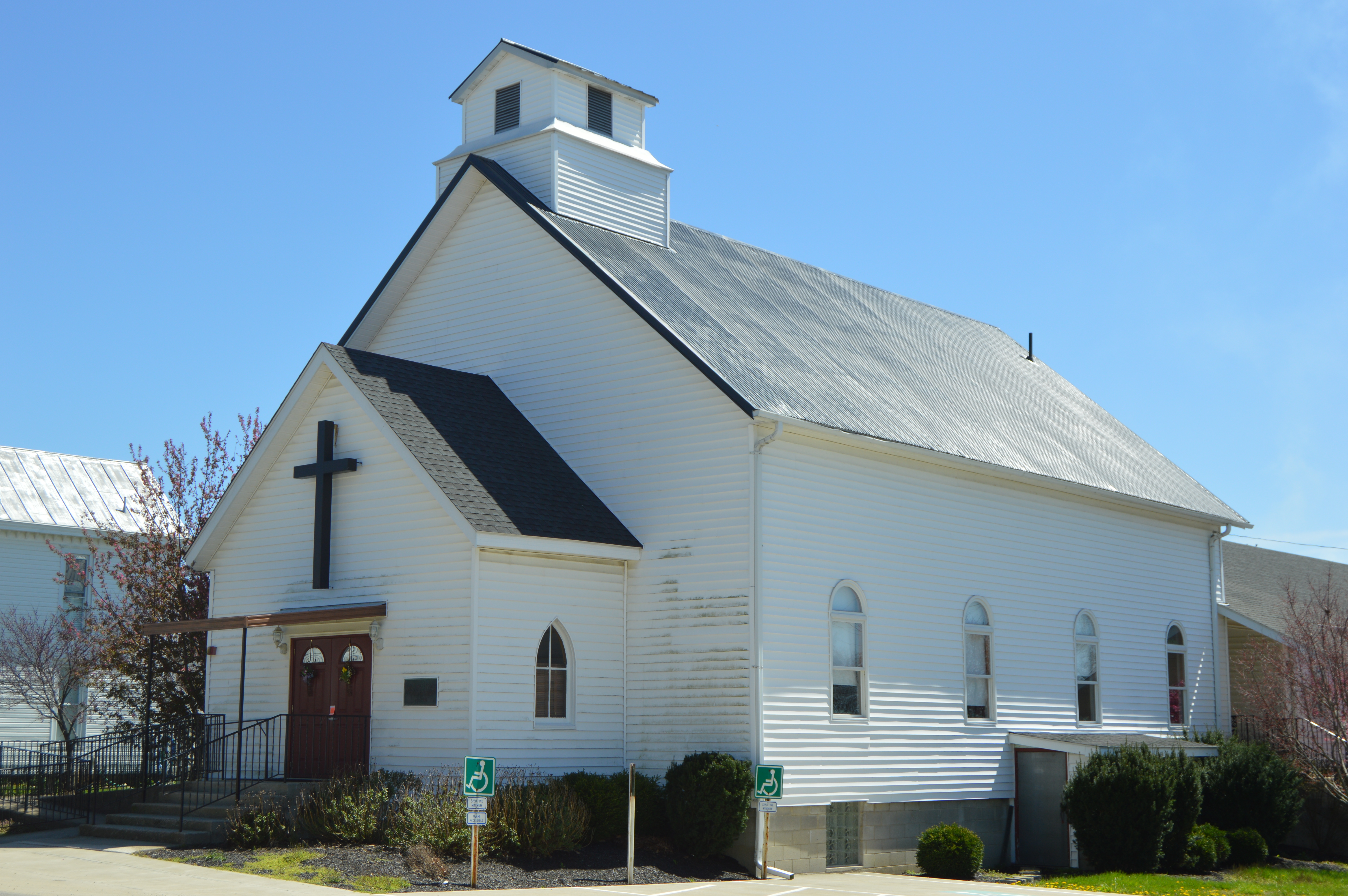
Christuskirche
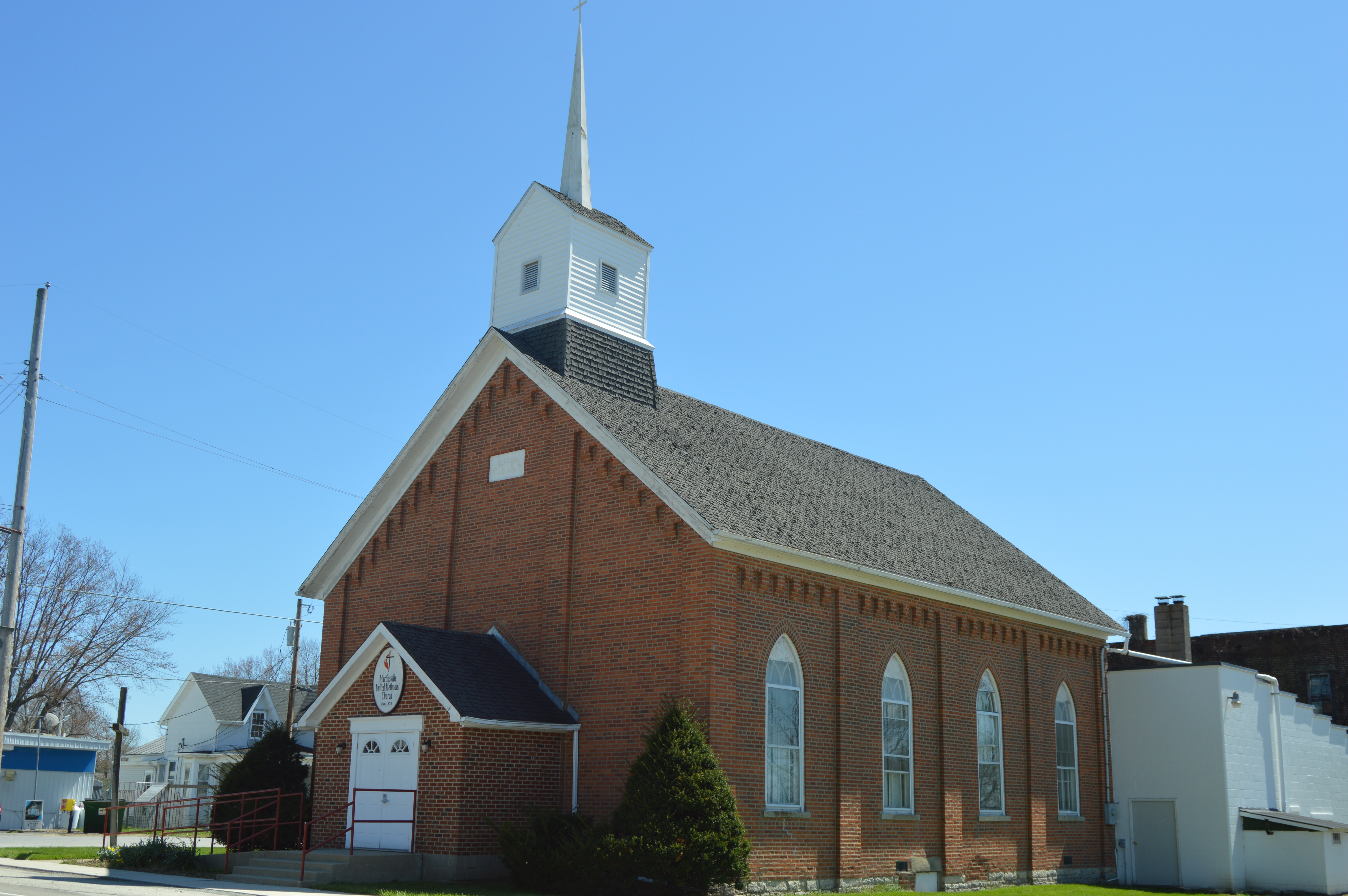
Methodistenkirche